# I pianeti contro di noi
I pianeti contro di noi è un film del 1962 diretto da Romano Ferrara. È un film di fantascienza, basato su un racconto di Massimo Rendina e frutto di una coproduzione italo-francese.

## Trama
Branko, un automa dalle fattezze umane proveniente da un lontano pianeta, atterra alla periferia di Roma. Egli fa parte di una razza d'individui, un tempo uomini, resi deformi dalle radiazioni atomiche. I loro supercervelli sono stati inseriti in corpi artificiali e inviati sulla Terra, un pianeta ancora ospitale, alla ricerca della salvezza. Branko è interessato al professor Giorgio Borri, uno scienziato dedito a ricerche sui gas e l'energia nucleare: Branko l'invita a esser prudente, spiegandogli che la Terra è giunta a un punto di non ritorno. Alla fine, dopo una serrata caccia all'uomo e un inseguimento in auto, Branko è nuovamente assorbito dall'astronave, che si allontana nello spazio. Al suo posto, la polizia troverà solo un mucchio di stracci e di metallo fuso, e lo riterrà morto. Ma uno di loro esorta a vigilare, spiegando che altri alieni come Branko, altrettanto mostruosi e desiderosi d'impadronirsi della terra, sono in agguato.

## Accoglienza

### Critica
Fantafilm definisce la pellicola un'"insolita escursione italiana nel genere di fantascienza", che, pur essendo penalizzata dalla tipica scarsità di mezzi, offre una certa originalità del soggetto e discrete interpretazioni.